# Carlos Pimenta (político)
Carlos Alberto Martins Pimenta (Lisboa, 7 de maio de 1955) conhecido habitualmente como Carlos Pimenta, é um engenheiro eletrotécnico e político português.

## Percurso
Notabilizou-se na década de 1980 na área do Ambientalismo, tendo participado nas atividades do Geota.
Foi eleito pelo Partido Social Democrata (PPD), no círculo de Setúbal, como deputado à Assembleia da República nas legislaturas de 1985-1897 e 1987-1991, tendo servido como Secretário de Estado do Ambiente em 1983-1984 e como Secretário de Estado das Pescas em 1985 (IX e X Governos).
Foi deputado ao Parlamento Europeu, eleito pelo PPD nas legislaturas de 1987-1989, 1989-1994, e 1994-1999, tendo nomeadamente trabalhado na Comissão do Meio Ambiente, da Saúde Pública e da Defesa do Consumidor.
Deu significativo ímpeto político à área do ambiente em Portugal.
Em outubro de 1987, a Procuradoria-Geral da República iniciou um inquérito, a pedido do XI Governo Constitucional, liderado por Aníbal Cavaco Silva à atribuição ao Centro de Estudos de Economia de Energia dos Transportes e do Ambiente (CEEETA) de um conjunto de estudos pagos com fundos europeus, decidida por Carlos Pimenta enquanto secretário de Estado do Ambiente. Carlos Pimenta sempre negou todas as acusações, alegando estar a ser alvo de uma campanha de difamação. A Alta Autoridade Contra a Corrupção instaurou também um inquérito à decisão de Carlos Pimenta, tendo concluído pelo cumprimento de todos os requisitos legais e pela transparência das contas apresentadas, embora levantando questões éticas relativamente à participação de membros do governo no CEEETA. A Procuradoria-Geral da República também concluiu pela inexistência de quaisquer irregularidades criminais, disciplinares ou administrativas.

## Prêmios
No ano de 2010, recebeu em ex-aqueo juntamente com a socióloga Luísa Schmidt o Prémio Quercus, pelo seu trabalho em prol da promoção da sustentabilidade durante o período em que foi Secretário de Estado do Ambiente.